# تپه و گورستان پیش آلی
تپه و گورستان پیش آلی مربوط به دوره اشکانیان - دوره قاجار - دوره پهلوی است و در شهرستان خرم‌آباد، بخش پاپی، دهستان کشور، ۲۵۰ متری غرب روستای مینو پایین واقع شده و این اثر در تاریخ ۲۸ اسفند ۱۳۸۵ با شمارهٔ ثبت ۱۸۶۳۴ به‌عنوان یکی از آثار ملی ایران به ثبت رسیده است.